# أولغا نيكولايفنا
أولغا نيكولايفنا رومانوفا، الدوقة العظمى لروسيا (الروسية: Великая Княжна Ольга Николаевна Рома́нова) ولدت في الخامس عشر (السادس عشر بعد 1900) من نوفمبر عام 1895، وتوفيت في السابع عشر من يوليو عام 1918. وهي كبرى بنات آخر آباطرة روسيا الإمبراطور الأوتقراطي نيقولا الثاني وزوجته الإمبراطورة ألكسندرا فيودورفنا. وقد استمر الروسيون باستخدام التقويم اليوليوسي حتى عام 1900 ثم بعد ذلك بدأ نهج جديد وأصبحوا يحتفلون بعيد ميلاد أولغا في السادس عشر من نوفمبر. وطوال فترة حياتها كان موضوع زواج أولغا يشغل بال الكثيرين في روسيا وأشيع أنها تزوجت الدوق الروسي ديمتري بافلوفيتش، وولي العهد الروماني كارول، وولي العهد البريطاني إدوارد أكبر أبناء الملك جورج الخامس بالإضافة إلى ولي عهد يوغسلافيا ألكسندر؛ ولكن أولغا كانت ترغب في الزواج من روسيٍ لتعيش في بلادها. أثناء الحرب العالمية الأولى كانت أولغا تعالج الجنود المصابين في مستشفى عسكري حتى فقدت أعصابها، ثم بعد ذلك أشرفت على المهام الإدارية بالمستشفى. وقُتلت أولغا عقب الثورة الروسية عام 1917 ونتيجة لذلك أعلنت الكنيسة الروسية الأرثوذكسية تقديسها بصفتها حاملة العاطفة. في السنوات التالية ادّعى العشرات أنهم أفراد ناجون من العائلة الملكية، حيث ادّعت امرأة اسمها مارجريت بوديت أنها الدوقة أولغا ولكن ادعائها لم يؤخذ على محمل الجد. فقد اغتيلت أولغا هي وعائلتها في مدينة ييكاترينبرغ وتم التعرف على بقايا جثمانها من خلال فحص الحمض النووي؛ ودفنت خلال حفل تأبيني عام 1998 في كاتدرائية بيتر وبول بسانت بطرسبرغ بجوار والديها واثنتين من أخواتها.

## نشأتها

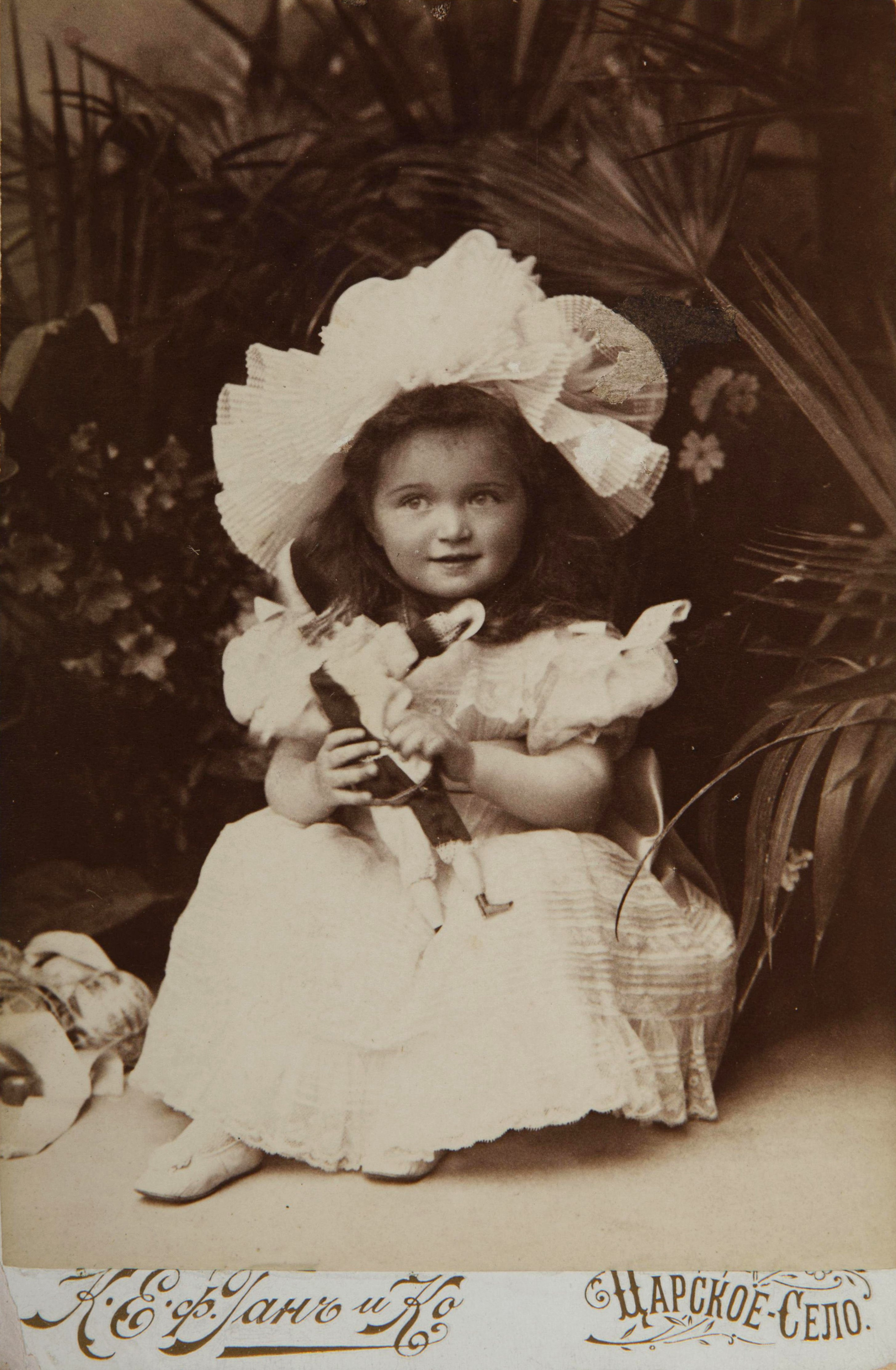
الدوقة أولغا نيكولافينا وهي طفلة عام 1898

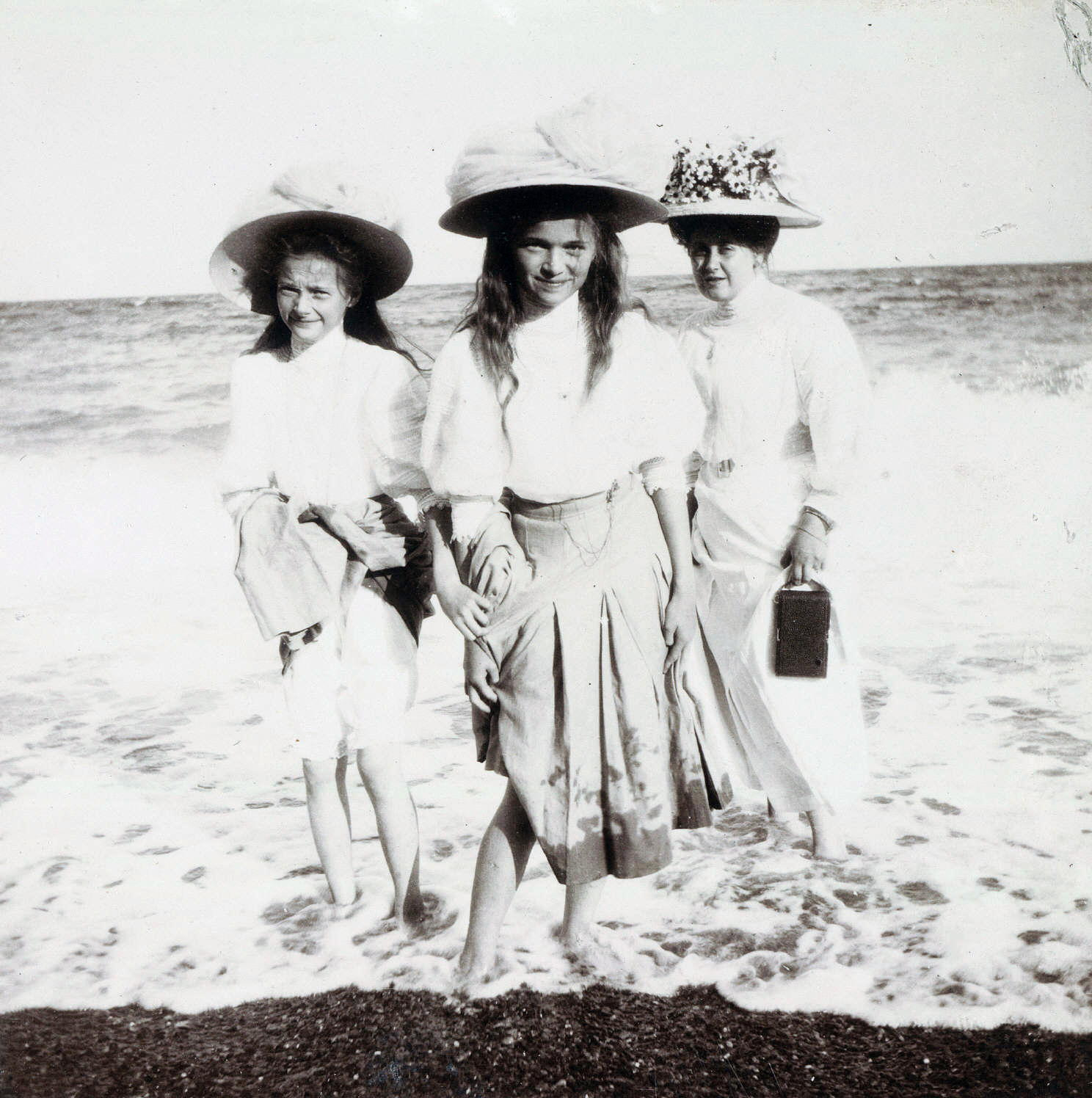
الدوقة تاتيانا إلى اليسار ثم أولغا ثم آنا فيروبوفا أثناء رحلة بحرية صيفاً في فنلندا 1908

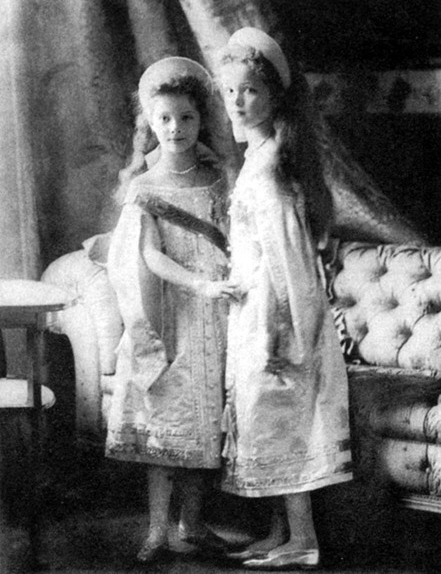
أولغا وإلى يسارها تاتيانا ترتديان ملابس البلاط الملكي 1904

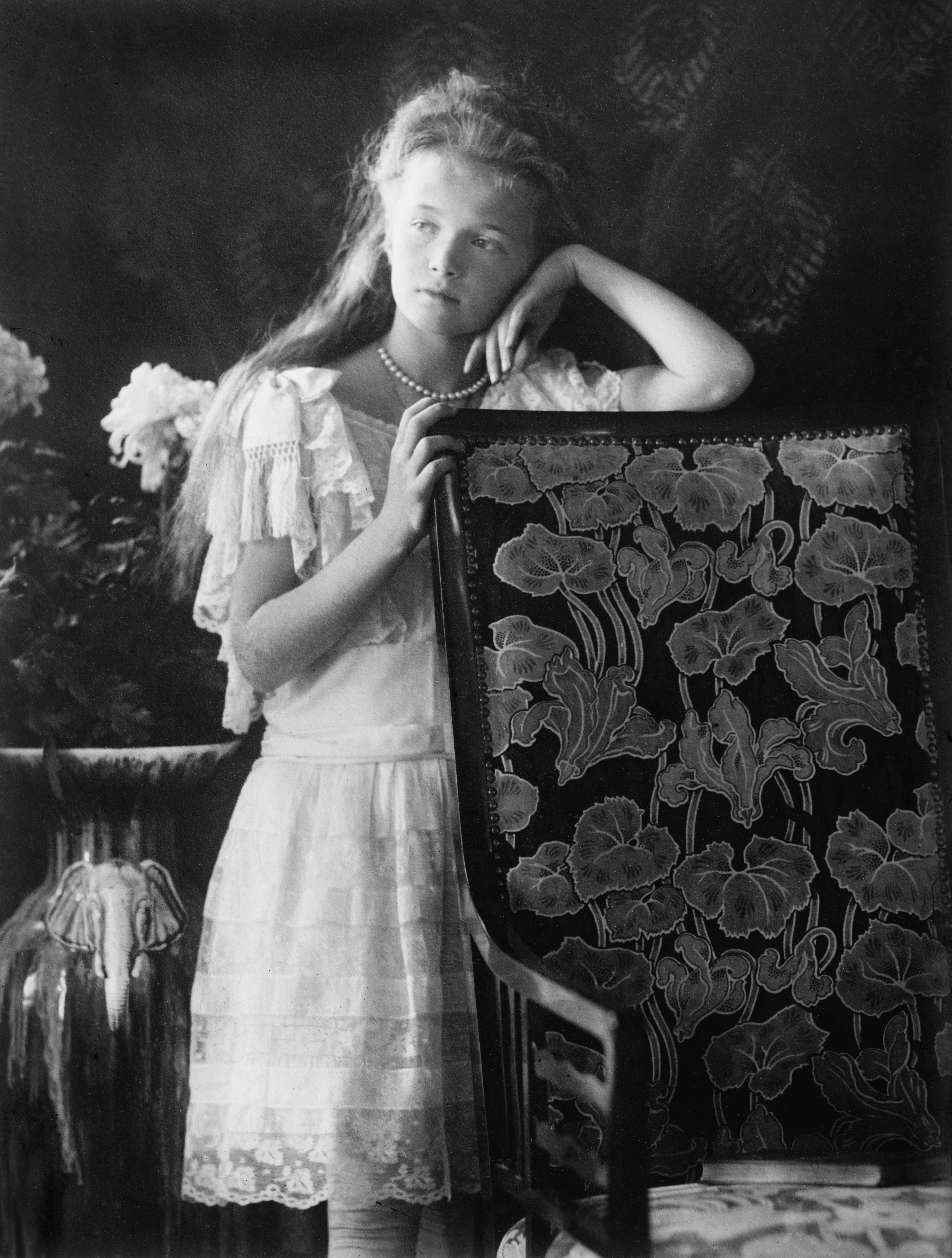
لوحة للدوقة أولغا 1906

كان أشقاء أولغا من النبلاء مثل تاتيانا وماريا وأنستاسيا وتسيساريفيتش أليكسي وقد كانت تلقب ب (فيليكايا كنيازنا) وهو ما يعني «الدوقة العظيمة»؛ وهذا يدل على أنها كانت من إمبراطورية رفيعة حيث أنها كانت أعلى منزلة من أميرات أوروبا اللاتي كن ينتمين للعائلات الملكية الرفيعة؛ والترجمة الشائعة لهذا اللقب هي الدوقة العظيمة،
أما أصدقاء أولغا وعائلاتها فغالباً ما كانوا يدعونها بأولغا نيكولافنا، أو باسمها المستعار أوليشكا أو أولينك، وكان من بين العرابين الذين تكفّلوا بها جدتها الملكة فيكتوريا. وقد كانت أولغا معظم الوقت ترتبط بأختها تاتيانا حيث كانتا تتشاركان نفس الغرفة، وكانتا ترتديان نفس الثياب، وكانتا تعرفان بلقب «الثنائي الكبير».
كانت أولغا منذ صغرها تعرف بقلبها الرحيم ورغبتها بمساعدة الأخرين، وعلى الرغم من ذلك كانت أيضا حادة الطبع وفظة بصراحتها وكئيبة، ففي إحدى المرات وهي طفلة صغيرة كانت تقف أمام رسام لوحات فنية ففقدت صبرها وقالت له "أنت رجل مزعج جداً وأنا لا أحبك أبداً. ترعرع أبناء القيصر في بيئة بسيطة، حيث كانوا ينامون على أسرّة عسكرية، إلا إذا أصيبوا بالمرض بالإضافة إلى أنهم كانوا يأخذون حماماً بارداً كل صباح. وكان الخدم ينادونهم بأسمائهم الخاصة واسم والدهم بدلاً من الألقاب الملكية. وعلى الرغم من ذلك فإن مربية أولغا ومعلميها الخصوصيين لاحظوا أن لديها دوافع استبدادية كابنة لملك روسيا الذي يُعد أغنى رجل في العالم؛ ففي زيارة للمتحف حيث كان هناك عرض للعربات أمرت أولغا الخدم بتحضير أكبر وأجمل عربة لنزهتها اليومية، كانت رغبتها غير عادية حيث أنها كانت تريد إعفاء مربيتها مارجريتا إيغار من مهامها وكانت أيضاً تشعر بضرورة حماية حقوق الأخ الأكبر وهذا ظهر عندما سمعت قصة يوسف في التوراة فقد تعاطفت مع الأخوة الكبار أكثر من يوسف وأيضا تعاطفت مع جالوت أكثر من داود عندما استمعت لقصة داود وجالوت في الكتاب المقدس. وعندما كان المدرّس الفرنسي بيير غليارد يعلمها الفرنسية وكيفية استخدام الأفعال المساعدة قالت له أولغا التي كانت تبلغ من العمر عشر سنوات في ذلك الحين "إنني أرى يا سيدي أن الأفعال المساعدة عبيد للأفعال الرئيسية وأن الفعل (يمتلك) فعل مسكين لأنه يتغير من تلقاء نفسه. كانت أولغا على عكس أشقائها تحب القراءة وتستمتع بإنجاز الواجبات المدرسية، وكانت تمتلك ذهناً سريع الملاحظة حيث قال معلمها الفرنسي بيير غيليرد[وصلة مكسورة] "إنها تمتلك قوة استنتاج جيدة وروح المبادرة وسلوك مستقل بالإضافة إلى حضور البديهة. وقد عُرف عنها أنها كانت تستمتع بقراءة الكتب السياسية والصحف، وكانت تستمتع بالاختيار من كتب والدتها وعندما كانت تأخذ كتاباً لقراءته قبل والدتها كانت تمازحها قائلة "ألكسندرا يجب أن تنتظر حتى تقرأه أولغا أولا ثم تقرر ما إذا كان مناسباً لكِ".
لاحظت مارجريت إيغر أن أولغا ذكية، ولكن لم يكن لديها خبرة كافية بالعالم، بسبب حياتها المحدودة؛ حيث كانت هي وإخوتها على دراية قليلة بالتعاملات المادية، فلم يتسنّى لها فرصة التسوق في المحلات ورؤية تبادل الأموال لدرجة أنها كانت تعتقد أن صانع القبعات الذي كان يأتي إلى القصر يعطيها قبعات جديدة على سبيل الهدية، وكانت طيبة القلب لدرجة أنها شعرت بالخوف عندما رأت ضابط شرطة يقبض على شخص ما في الشارع واعتقدت أنه سوف يأتي ليقبض عليها لأنها أساءت معاملة السيدة إيغار. وقد تجلت طيبتها أيضاً عندما كانت تقرأ درس تاريخ معلّقة أنها سعيدة لأنها تعيش في الوقت الحالي حيث يتواجد أشخاص طيبون وليسوا أشراراً كما كان الناس في الماضي. وعندما بلغت أولغا الثامنة من عمرها في نوفمبر عام 1903 رأت الموت لأول مرة عندما توفيت ابنة عمتها أميرة الهيس والراين، بسبب حمى التيفوئيد أثناء زيارة لعائلة رومانوفس في مقاطعة بولندية، حيث كتبت إيغار «تكلم الأولاد كثيراً عن بنت العم إيلا، وكيف أخذ الرب روحها، واعتقدوا أن الرب سوف يأخذ جثمانها فيما بعد إلى الجنة». وفي صباح عيد الميلاد المجيد صرخت أولغا عندما استيقظت قائلة «هل أرسل الرب جسد بنت العم إيلا في الليل» فاندهشت من هذا السؤال في صباح عيد الميلاد المجيد وأجبتها «لا ليس بعد» وهنا أحست أولغا بإحباط شديد وقالت «لقد اعتقدت أن الرب سيرسلها لتقضي معه عيد الميلاد المجيد».

## فترة المراهقة وعلاقتها بوالديها
من صفات أولغا المميزة أنها كانت صاحبة إرادة قوية، ودقة متناهية في التفكير والتصرف، حيث قالت آنا فيروبوفا صديقة والدة أولغا «كانت أولغا سريعة الانفعال حيث أعاني لإبقائها تحت السيطرة، وكانت تتحلى بصفات مثيرة للإعجاب في المرأة، ولكن في الوقت ذاته كانت متعبة في فترة الطفولة حيث كانت عنيدة لدرجة التمرد». اتخذت أولغا والدها قدوة لها، حيث ارتدت قلادة تحمل رمز «القديس نيقولا»، وكانت مثل أشقائها تستمتع بممارسة التنس والسباحة مع والدها أثناء العطلة الصيفية، بالإضافة إلى أنها كانت تطلعه على أسرارها عندما كانت تذهب معه في نزهات طويلة. كانت أولغا تحب والدتها ألكسندرا ولكن علاقتهما كانت متوترة إلى حد ما أثناء مرحلة المراهقة وأوائل فترة البلوغ، فقد كتبت والدتها خطابا لأبيها في الثالث عشر من مارس 1916 «إن أولغا دائماً ما تعترض على كل طلب، ولكن في النهاية تفعل ما أريده، وعندما أكون قاسية معها تعبس في وجهي». وفي خطاباً آخر أثناء الحرب العالمية الأولى اشتكت والدتها من تذمرها، ومزاجها السيئ، وعدم رغبتها في القيام بزيارة رسمية للمشفى التي كانت تعمل به كممرضة تابعه للصليب الأحمر مما يصعب الأمور. ومن الجانب الآخر، فإن أولغا كانت تجد سلوك والدتها متعباً حيث قالت بارلورماد اليزفيتا نيكولافينا ارسبرك لابنه أختها أن القيصر كان يهتم بالأطفال أكثر من ألكسندرا لأنها كانت دائماً ما تعانى من الصداع النصفي أو تتشاجر مع الخدم، وفي 1913 أرسلت أولغا إلى جدتها، الإمبراطورة ماريا فيودورفنا، خطاباً تشتكي فيه من مرض والدتها قائلة «كالعادة هي بحالة غير جيدة والوضع كله لا يدعو للسرور». ذكرت ماريا ملكة رومانيا عندما قابلت أولغا وأخوتها في زيارة رسمية لهن لرومانيا أنها لاحظت أن الفتيات يتصرفن علي طبيعتهن ويبحن لها بأسرارهن عندما لا تكون ألكسندرا حاضرة، ولكن عندما تأتي فإنهن يراقبن تعبيرات وجهها لكي يتأكدن أنهن يتصرفن وفقاً لرغبتها.

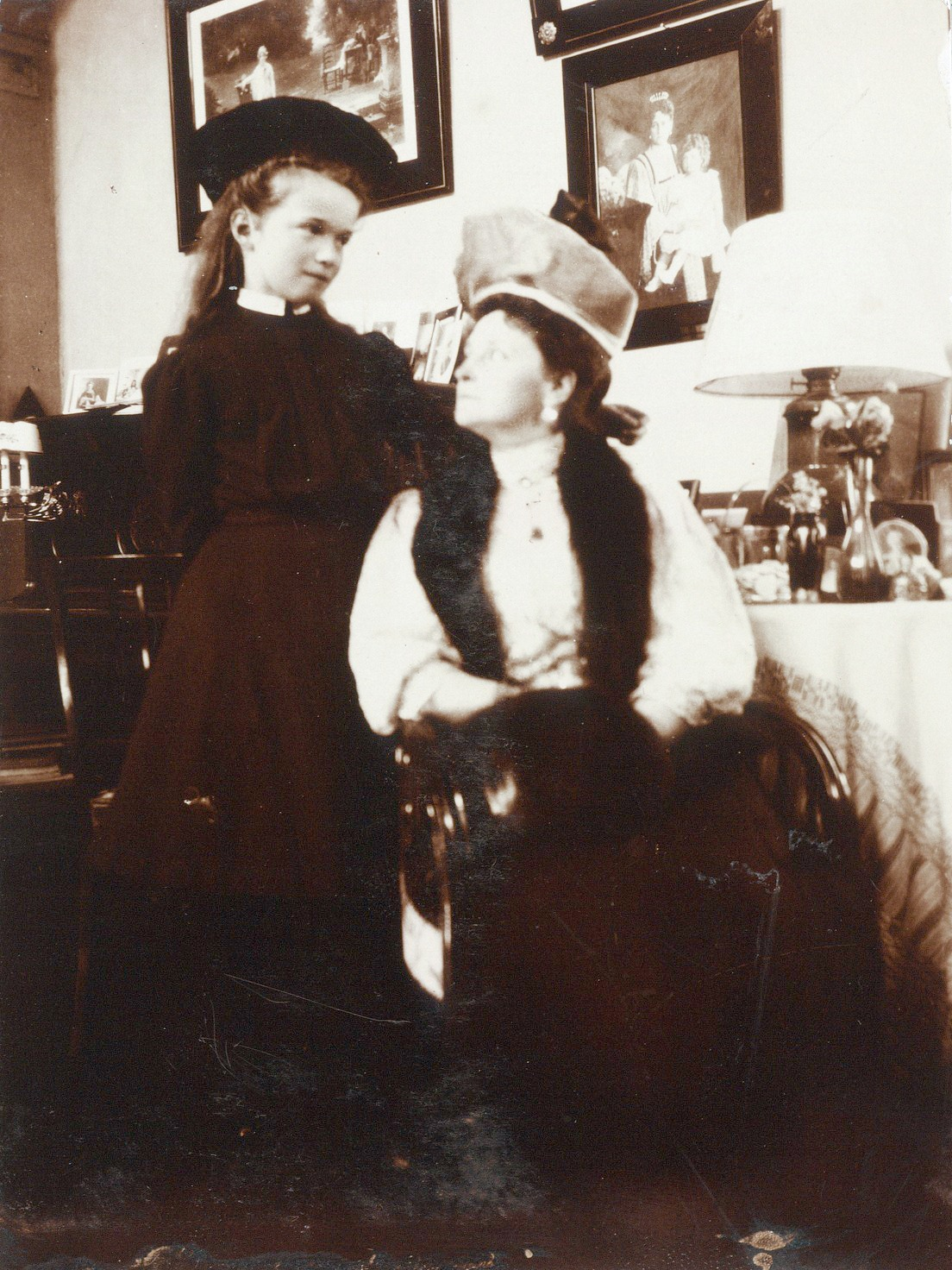
الدوفة أولغا مع والدتها الإمبراطورة ألكسندرا

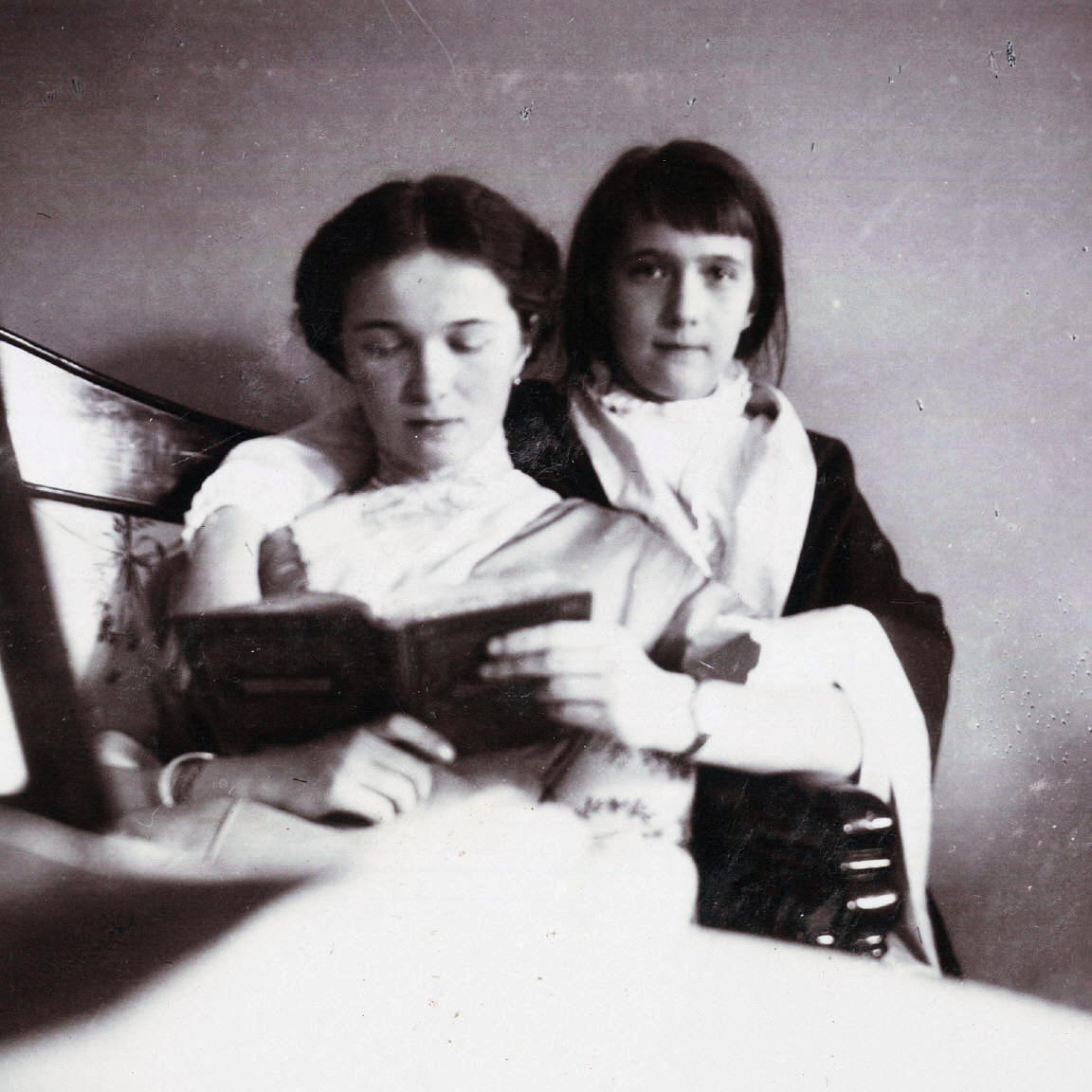
الدوقة أولغا تقرأ كتاباً وبجوارها أختها أنستاسيا

أثناء فترة المراهقة كانت والدتها كثيراً ما توجهها لكي تصبح قدوة للأطفال الأخرين ولكي تتعامل بصبر مع إخواتها الصغار ومربيتها. ففي الحادي عشر من يناير عام 1909 عندما كانت أولغا في الثالثة عشر من عمرها وبختها والدتها بسبب فظاظتها وسوء سلوكها وأخبرتها أنها يجب أن تتعامل بأدب مع خدمها الذين اعتنوا بها وبذلوا قصارى جهدهم من أجلها، وأمرتها ألا تُغضب مربيتها عندما تكون متعبة، وفي اليوم التالي الموافق الثاني عشر من يناير عام 1909 أجابتها أولغا قائلة أنها ستحاول أن تتصرف بطريقة أفضل، ولكن هذا لم يكن سهلاً لأن مربيتها تغضب منها وتعارضها بدون أسباب منطقية، ومع ذلك قالت ارسبرنج إحدى الخادمات لإبنة أخيها أنه في بعض الأوقات تكون لدى الخادمات أسباب مقنعة لمعارضة أولغا وذلك عندما تكون مدللة وهوائية وكسولة. وفي الرابع والعشرين من يناير عام 1909 وبخت الكسندرا ابنتها المراهقة عندما وقعت خطاباً آخر باسمها المستعار قائلة «أنت تكبرين بسرعة فينبغي ألا تكوني همجية وتضربين برجليكِ هكّذا فإنه ليس شئ جميل، إنني لم أفعل ذلك قط عندما كنت في عمرك أو حتى أصغر من ذلك».
وبعد مرور ثلاث سنوات وبختها أمها عندما كانت أولغا في السادسة عشر من عمرها حيث كانت تجلس بجوار أخيها ذي السبعة أعوام وذلك لإخفاقها في السيطرة علي تصرفه السيئ أثناء عشاء عائلي حيث أزعج أخوها المدلل من على الطاولة وذلك برفضه أن يجلس علي مقعده وأن يأكل طعامه بالإضافة إلى لعقه صحنه، حيث قال الدوق الكبير كونستانتين كونستانتينوفيتش الذي كان على صلة قرابة بعيدة من الأسرة الإمبراطورية إن توقعات الإمبراطورة غير معقولة، وكتب في يومياته في الحادي عشر من مارس عام 1912 «إن أولغا لا تستطيع التعامل معه»، بالإضافة لذلك كتب مسؤول بالقصر أن أولغا كانت تبلغ السابعة عشر من عمرها ولكن على الرغم من ذلك «فهي لا تزال فتاة لا تراعي العرف» مشيراً إلى سلوكها الفظ وحبها الجم للعب.

## علاقتها بغريغوري راسبوتين
بالرغم من سلوكه السيئ في بعض الأوقات فإن أولغا كسائر أفراد عائلتها تطوق إلى الوريث تسارفيتش أليكسي الذي طال انتظاره، وكان الطفل أليكسي يعاني من نوبات الهيموفيليا المتكررة والتي كادت أن تقتله في العديد من المرات، وكانت أولغا وأخوتها على الأرجح يحملن جين الهيموفيليا مثل والدتهن حيث ذكرت عمة أولغا ألكسندروفنا في مقبلة صحيفية أن أخت أولغا الصغري ماريا تعرضت لنزيف أثناء عملية إزالة اللوز في ديسمبر عام 1914، وكان الطبيب المكلف بالعملية ضعيف الأعصاب فأمرته زوجة القيصر الكسندرا بإتمام العملية، وأضافت أولغا أنها اعتقدت أن جميع أبناء أخيها الأربعة ينزفن بطريقة حادة لأنهن يحملن جين الهيموفيليا مثل والدتهن التي ورثته عن والدتها الملكة فيكتوريا،
وإنه ليس من الضروري أن يتعرض حامل الجين للنزيف فقد يعاني من أغراض أخرى مثل تجلط الدم أقل من المعتاد والذي قد يؤدي إلى نزيف حاد.

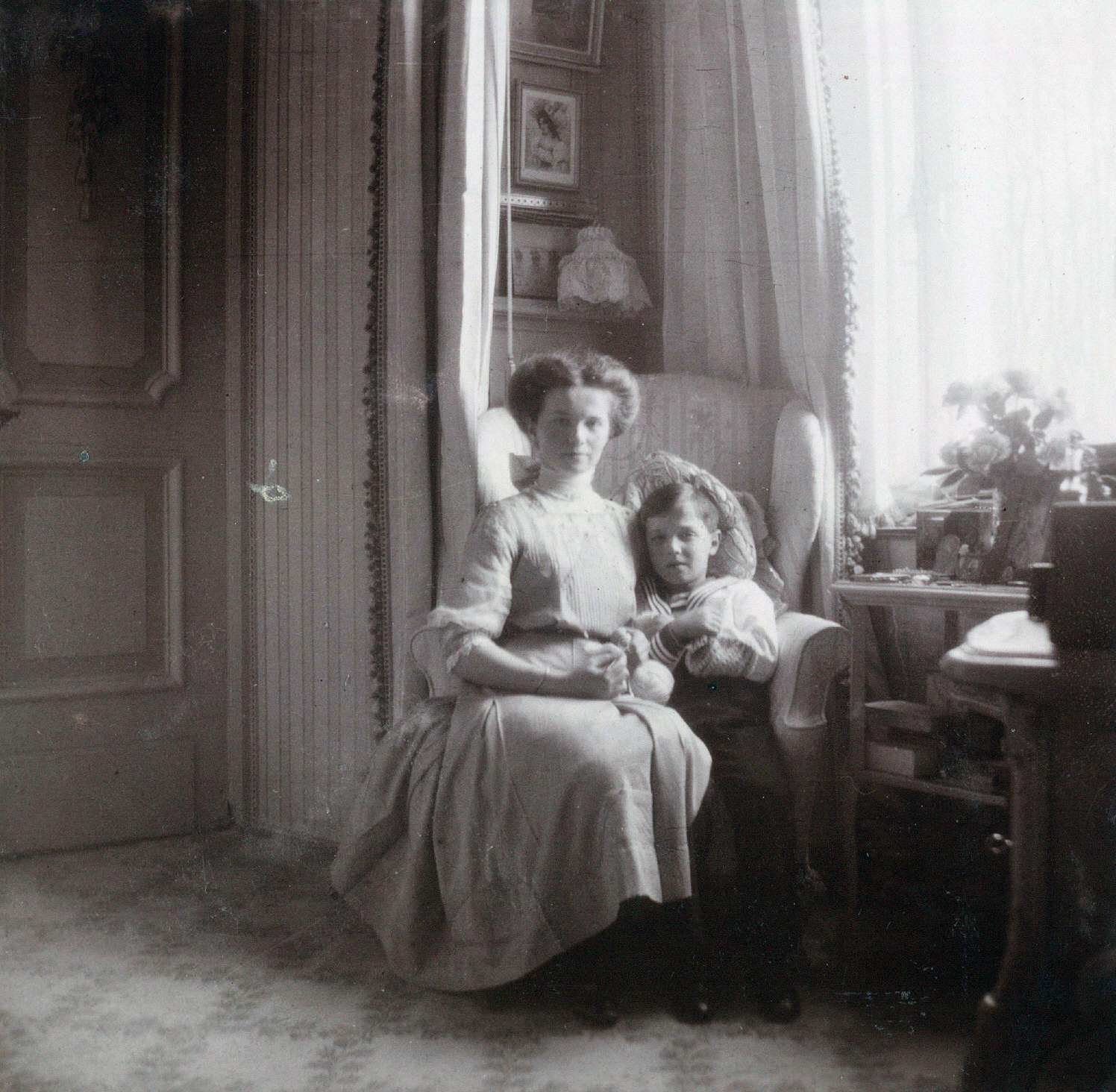
الدوقة أولغا وأخيها تساريفتش أليكسي 1910

كانت والدة أولغا تعتمد علي نصيحه غريغوري راسبوتين وهو فلاح روسي ورجل دين متجول، وكانت أيضا تثق في صلواته التي أنقذت تساريفيتش في العديد من الأوقات، وكانت أولغا وأشقائها يتعاملون مع راسبوتين علي أنه «صديقهم» ويثقون فيه. ففي خريف 1907 رافقت عمة الأطفال الدوقة أولغا الكسندروفنا القيصر إلى غرفة الأطفال لمقابلة راسبوتن حيث كانت أولغا وأخواتها يرتدين ثياب النوم البيضاء الطويلة، وعلقت الكسندروفنا «كان يبدو على الأطفال أنهم يحبونة ويشعرون بالراحة التامة معه».
في عام1910 فزعت إحدي المربيات تدعي صوفيا لفانوفنا تييوتشيفا عندما علمت أنه يسمح لراسبوتين بدخول حجرة الفتيات وهن يرتدين ملابس النوم، وأرادت أن يمنع من هذا، فأمر نيكولاس منع ذهاب راسبوتين إلى غرفة الأطفال تجنباً للإشاعات على الرغم من أن علاقة راسبوتن بالأطفال بريئة، مما أدي في النهاية إلى طرد الكسندرا للمربية. وروت المربية قصتها للعائلة، ففزعت الدوقة اكسينا الكسندروفنا وكتبت في الخامس عشر من مارس عام 1910 " لم افهم موقف أليكسي والأطفال تجاه غريغوري الشرير الذي يعتبرونه قديساً بينما هو في الحقيقة ليس إلا حقيراً من جماعة خلست، وأضافت إنه دائماً ما يذهب إلى غرفتهن بينما يستعدن للنوم ويجلس معهن لمحادثتهن وملاطفتهن، وهن حريصات علي اخفائه من أمام صوفيا لافانوفنا ولا يجرئن علي التحدث معها عنه " إنه شيء غير معقول وغير مفهوم ".
في حادثة أخري، كانت ماريا لفانوفنا، مربية أخرى للأطفال، في البداية موالية لراسبوتين ولكنه خذلاها فيما بعد حيث ادعت أنه اغتصبها في ربيع 1910، ولكن الإمبراطورة رفضت تصديقها وقالت إن كل أفعال راسبوتين مقدسة، وعلمت أولغا أنه تم التحقيق على الفور في هذا الإدعاء وأثبتت التحقيقات أنه قد تم القبض عليها في الفراش مع قوقازي من الحراسة الإمبراطورية، ثم طردتها الإمبراطورة عام 1913.
قد أشيع في المجتمع أن راسبوتن لم يستهو فقط الإمبراطورة بل وبناتها الأربعة على الرغم من أن كل الخطابات التي كن يرسلنها إليه خالية من الشبهة، فانتشرت رسمة كارتونية إباحية تجسد علاقة راسبوتين بالإمبراطورة وبناتها وآنا قيروبوفنا التي كانت تقف عارية في الخلفية، لذلك أمر القيصر برحيل راسبوتن عن بطرنسبرنج لفترة من الوقت مما أدي إلى استياء زوجته وبالفعل ذهب راسبوتين للحج بفلسطين، وبالرغم من الإشاعات ظلت عائلة الإمبراطور على اتصال به حتى توفى في السابع عشر من ديسمبر عام 1916. كتبت الكسندرا للإمبراطور في السادس من ديسمبر 1916 أي قبل أسابيع قليلة من مقتل راسبوتين «صديقنا راضى عن الفتيات حيث قال إنهن مررن بمسارات صعبة بالنسبة لأعمارهن مما طور أرواحهن»،
ومع ذلك فإن أولغا كلما تقدمت في العمر كانت تقل صداقتها براسبوتين ويزداد وعيها حول صداقته بوالديها ومدى تأثيرها على استقرار البلاد، حيث كتبت في مذكراتها في اليوم التالي من مقتل راسبوتين أنها تظن أن الدوق دميتري بافلوفتش، وهو ابن عمها الذي كان من المتوقع أن تتزوجة، هو الذي قتل «الأب غريغوري». وقد تبين أنه كان من ضمن القتلة الدوق دمتري وفيليكس يوسوبوف، زوج بنت عمها الأميرة إرينا.
قال أ. أ. موردفينو في مذكراته أن الفتيات الأربعة عندما علمن بموت راسبوتن كن «لا مباليات ويائسات بطريقة رهيبة»، وكن يجلسن «بالقرب من بعضهن البعض» على أريكة بإحدى غرف النوم في الليلة التي تلقين فيها خبر موته، وبدت عليهن الكئابة حيث شعرن باقتراب الاضطرابات السياسية. دفن راسبوتن وبجوارة شاهد وقع علي جانبه العكسي كلاً من أولغا وأخواتها ووالدتها، وبالرغم من ذلك فإن أولغا هي الوحيدة من بين أفراد العائلة التي لم تحضر جنازة راسبوتين، وفقاً لمذكرات ابن عمها الدوق أندري فلاديميروفتش.
وفقا لمذكرات لافانوفنا تشيبوتاريفنا، إحدى المرضات التي كانت تعمل مع أولغا أثناء الحرب العالمية الأولى، قالت أولغا في فبراير 1917 وذلك تقريباً بعد شهر من قتل راسبوتن: بالرغم من أنه كان لا بد من قتل راسبوتن إلا أن هذا كان ينبغي ألا يحدث بهذه الصورة «البشعة»، وشعرت بالعار لأن القاتلين كانو من أقاربها،
وبعد مقتل أولغا وأخواتها، وجد البلاشفة أن كل واحدة منهن كانت ترتدي تميمة حول رقباتها بها صورة لراسبوتين وصلوات ربانية.
عندما بلغت أولغا العشرين وأصبحت تتحكم في جزء من ثروتها الضخمة بدأت باستقلالية تجيب طلبات الجمعيات الخيرية، وذلك يرجع إلى نشئتها الدينية، ففي يوم ما عندما كانت تتنزة رأت طفلاً يمشي على عكاز، فسالت عنه وعلمت أن والديه فقيران ولا يستطيعان تحمل نفقات علاجه، لذلك قررت تخصيص جزء من نصيبها لدفع فواتير علاجه،
وقال مسؤول بالبلاط الإمبراطوري يدعى الكسندر موسولوف: كان لدي أولغا شخصية «خيرة تكاد تقترب من طيبة الملائكة» وذلك عندما كانت فتاة صغيرة.

## حياتها العاطفية وزواجها

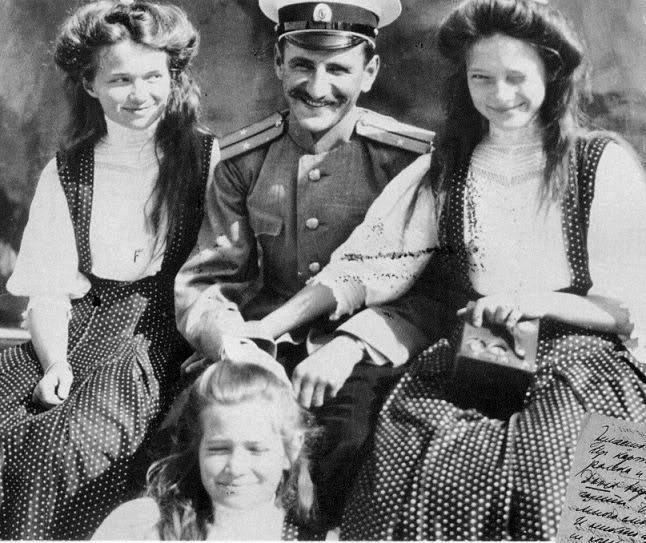
الدوقة أولغا علي اليسار، وعلي اليمين أختها تاتيانا، وفي الوسط ماريا، ومعهم الضابط بافيل فيرونوفو الذي وقعت أولغا في حبه 1911

تميزت أولغا بشعر كستنائي أشقر، وعينين لامعتين زرقاوتين، ووجه عريض، وأنف محدبة إلا أنها كانت أقل جمالاً من أختيها ماريا وتاتيانا، ولكن مظهرها أخذ يتحسن مع تقدمها في العمر، فقدت كتبت صديقة والدتها السيدة ليلي ديهن «كانت أولغا وهي صغيرة قبيحة، ولكن عندما بلغت الخامسة عشر عاماً أصبحت جميلة»، وكان طولها فوق المتوسط، ولديها بشرة ناضرة، وعينين داكنتين زرقاوتين، وشعر كستنائي فاتح وكثيف، ويدين ورجلين جميلتين.
أحيطت أولغا وأخواتها الصغار بالرجال المكلفين بحراستهم في القصر واليخت الملكي ستاندرد، كما اعتادوا على الاختلاط بهن ومشاركتهن الاستمتاع بالعطلة خلال الرحلات البحرية الصيفية السنوية، فعندما بلغت أولغا الخامسة عشر أهداها مجموعة من الضباط على متن اليخت الإمبراطوري صورة مقصوصة من جريدة لتمثال ديفيد العاري الذي نحته مايكليلانجيلو في يوم الاحتفال بميلادها الموافق الحادي عشر من يوليو عام 1911، وقابلت أولغا هذه الهدية بموجة عارمة من الضحك، بينما كتبت أختها الساخطة تاتيانا ذات الأربعة عشر ربيعاً لعمتها الدوقة أولغا ألكسندروفنا «لم يعترف أحد منهم بأنه فعل ذلك، يالهم من خنازير».

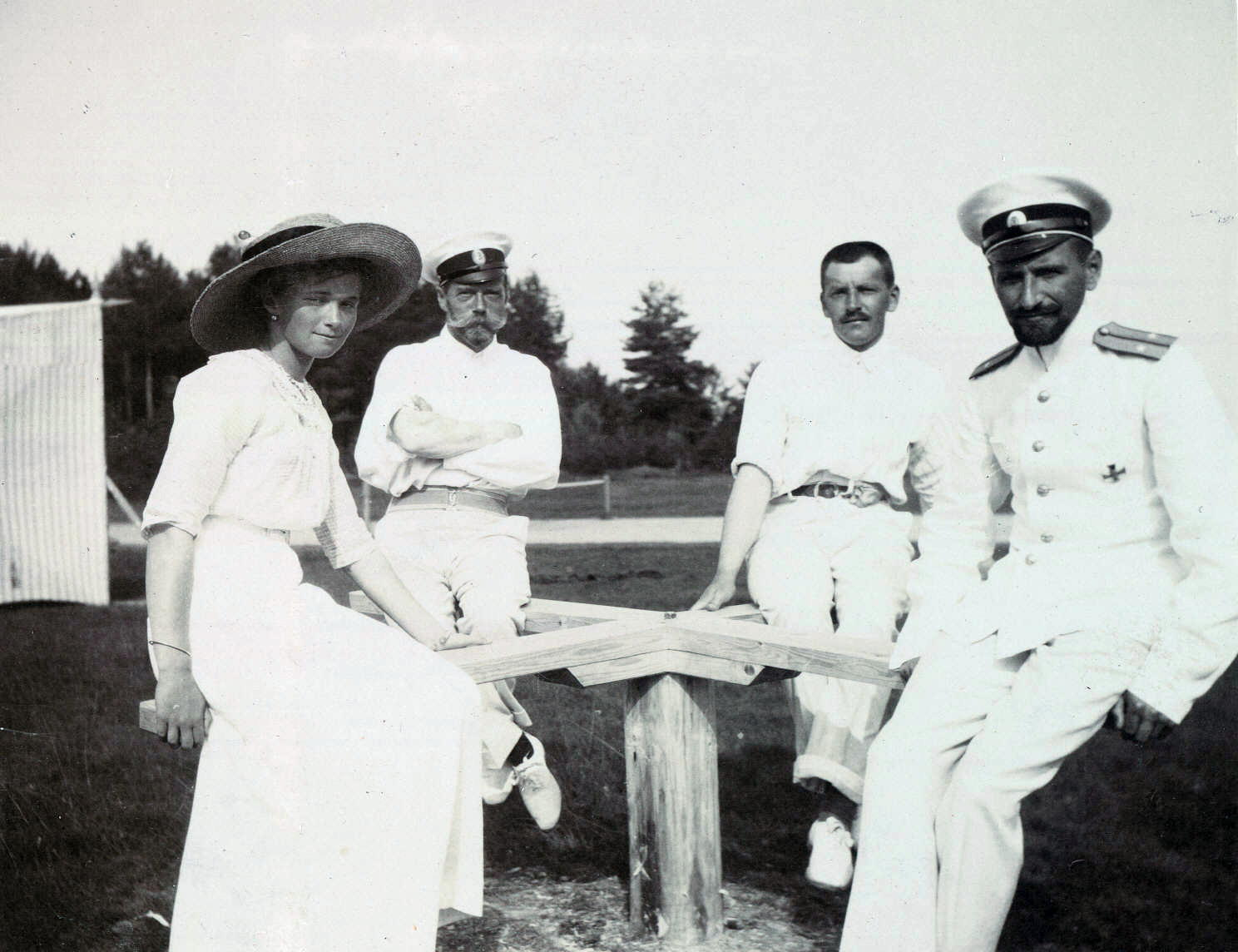
الدوقة أولغا وبافيل فورونوف الذي وقعت في حبة 1912، وعندما تزوج حزنت أولغا على الرغم من أنها كانت تتمنى له الخير

في الوقت الذي كانت تستمتع فية أولغا المراهقة بالمغازلات البريئة كان المجتمع يضج بالحديث عن زواجها المستقبلي، ففي نوفمبر 1911 أقيمت حفلة راقصة في قصر ليفاديا للاحتفال بعيد ميلادها السادس عشر وبدخولها المجتمع، حيث رفعت شعرها لأول مرة وارتدت فستان وردي أنيق، وأعطاها والداها خاتم ألماس وعقد من اللؤلؤ والألماس كهدية لعيد ميلادها وكرمز علي أنها أصبحت فتاة راشدة.
كتبت بوجدانوفا زوجة الجنرال ومستضيفة الصالون الملكي في الصيف التالي الموافق السابع من يونية 1912 أنه تم خطبة أولغا لابن عمها الدوق دمتري بافلوفتش في الليلة السابقة، وقد خمن إدفارت رازينسكن في كتابه ملف راسبوتين أن الخطبة فسخت بسبب كره دميتري لغريغوري راسبوتين، وارتباطه بفليكس يوسويوف، بالإضافة إلى الشائعات التي تشير إلى أنه يمارس الجنس ليس فقط مع النساء بل والرجال أيضاً، ولم تذكر مصادر أخرى أي خطبة رسمية مع دمتري.
قبل الحرب العالمية الأولى كانت هناك نقاشات حول زواج أولغا من ولي العهد الروماني الأمير كارول، ولكن أولغا لم تكن تحبه، ففي زيارة لها لرومانيا حاولت أولغا جاهدة ألا تطيل الحوار معه، بالإضافة لذلك لم تترك أولغا انطباعاً حسناً لدي والدة كارول ماريا ملكة رومانيا حيث وجدت سلوكها فظاً جداً، ووجهها غير جميل بسبب نحافة وعراضة خديها، وفي جميع الأحوال توقفت خطط الزواج بسبب اندلاع الحرب عام 1914،
وكان أيضاً من ضمن الخطاب المقترحين ولي العهد البريطاني الأمير إدوارد أكبر أبناء الملك البريطاني جورج الخامس، وولي العهد الصربي الأمير الكسندر، ولكن لم تؤخذ هذه الاقتراحات علي محمل الجدية.
قالت أولغا لغيليرد أنها تريد الزواج من شخص روسي لتعيش في بلادها، وأن والديها لن يجبراها على الزواج من شخص لا تحبه.

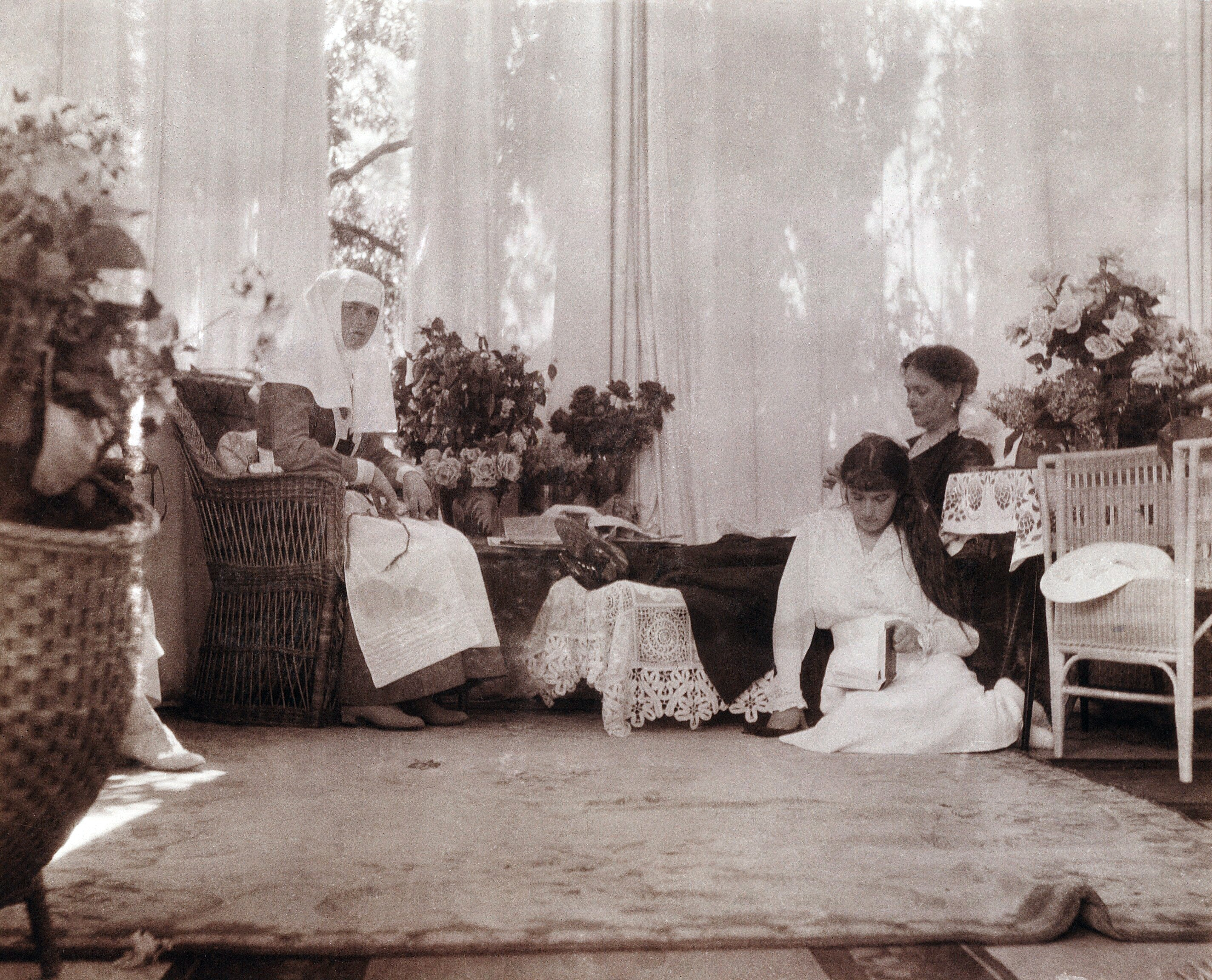
الدوقة أولغا، والإمبراطورة ألكسندرا، والدوقة أنستاسيا بغرفة الجلوس عام 1916.

وبينما كانت تدور الأحاديث في المجتمع حول زواجها من الأمراء وقعت أولغا في حب سلسلة متتابعة من الضباط، ففي عام 1913 أحبت أولغا ضابط صغيراً يدعى بافيل فورونوف، ولكن مثل هذه العلاقة لم تكن لتكتمل نظراً للفارق الاجتماعي. وبعد عدة شهور خطب فورونوف إحدى وصيفات الملكة مما أحزن أولغا فكتبت يوم زفافة «ليرزقك الرب حظاً وافراً حبيبي»، إنه ليوم حزين ومؤلم. وفيما بين عامين 1915 و 1916 كانت كثيراً ما تذكر بعاطفة جياشة رجلاً يدعي ميتيا.
وفقاً لمذكرات فالينلينا تشيبوتاريفتا إحدي الممراضات التي كانت تعمل مع أولغا أثناء الحرب العالمية الأولى أن ميتيا هو جندي مصاب يدعي دمتري تشاكه باجوف اعتنت به أولغا عندما كانت ممرضة بالصليب الأحمر، حيث كتبت كان حب أولغا له «نقيا، وبريئاً، ويائساً» وحاولت ألا تكشف مشاعرها للممرضات الأخريات، وأضافت أيضاً كانت أولغا تتحدث معه دائماً على الهاتف، وأصيبت بالاكتئاب عندما غادر المشفى، ولكن عندما تلقت رسالة منه قفزت بسعادة، وكان دمتري تشاكه يعشقها وقال إنه على استعداد أن يقتل راسبوتين إذا فقط أمرته لأنه من واجبه كضابط أن يحمي العائلة الملكية وإن كان ذلك ضد رغبتهم، وبالرغم من ذلك فقد روى أنه كان يعرض خطابات أولغا للضباط الأخرين وذلك عندما يكون ثملاً.
فولوديا فولكومسكي رجل آخر كان يبدو أن لديه مشاعر تجاه أولغا، حيث كتبت ألكسندرا إلى نيكولاس في السادس عشر من ديسمبر 1916 «إنه دائماً ما يبتسم لها». لاحظت تشيبوتاريفنا من خلال مذكرات أولغا أن حلمها بالسعادة هو «الزواج والعيش بالريف في الشتاء والصيف لترى الناس الطيبين فقط بعيداً عن المسؤوليين الحكوميين».
كان ابن عمها الدوق بوريس فلاديميروفتش من بين الخطاب المقترحين، ولكن ألكسندرا رفضت فكرة زواج بنتها البريئة من شخص كبير في السن ومنهك القوى مثل بوريس، حيث كتبت " إنها فتاة بلا خبرة لذا من الممكن أن تعاني الأمرين من رجل متزوج أربع أو خمس زوجات أو أكثر من ذلك، وإنني أعلم بأن قلبها في مكان أخر ".

## فترة سن الرشد والحرب العالمية الأولى

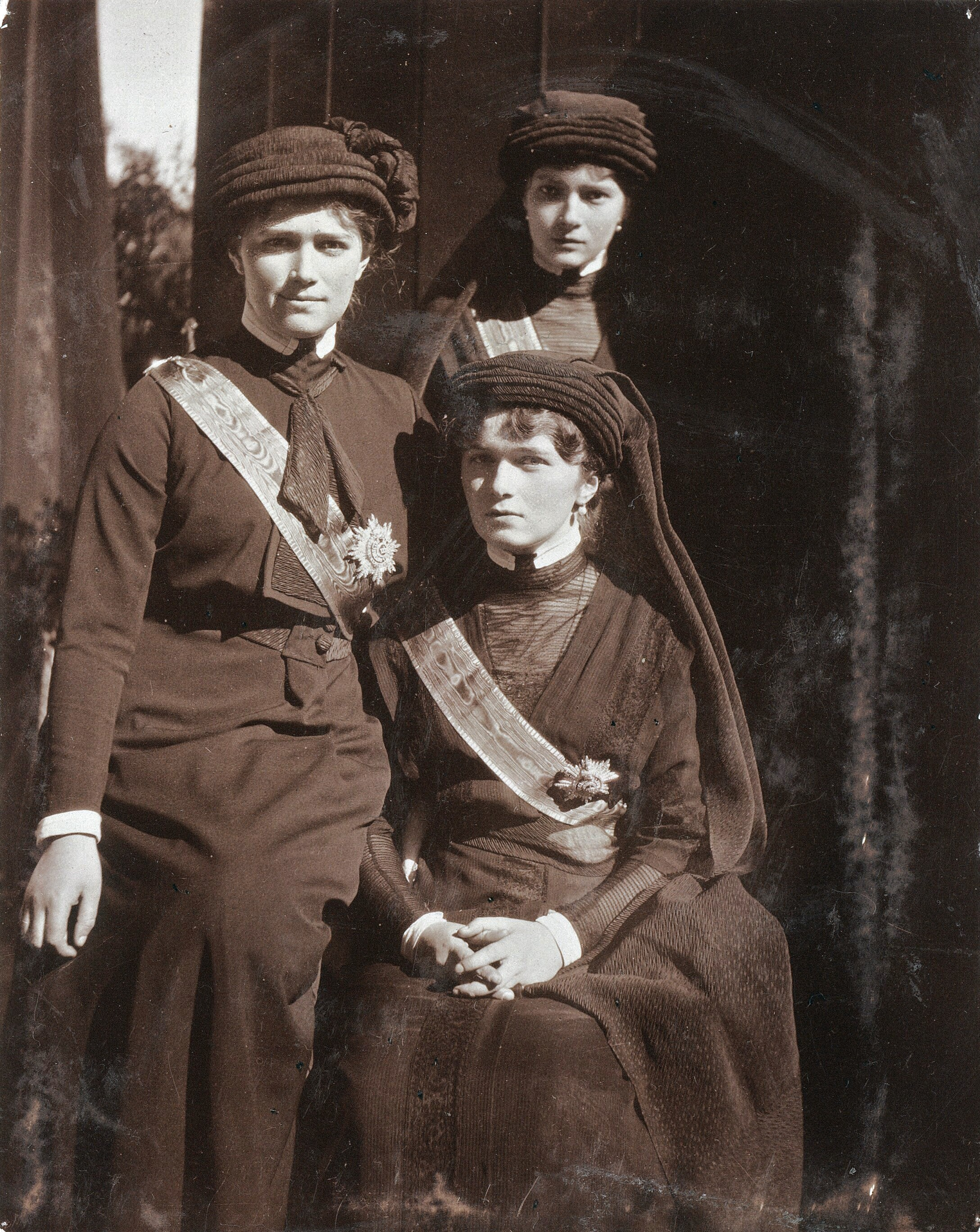
الدوقة ماريا، وأختها تاتيانا، وأولغا عام 1916

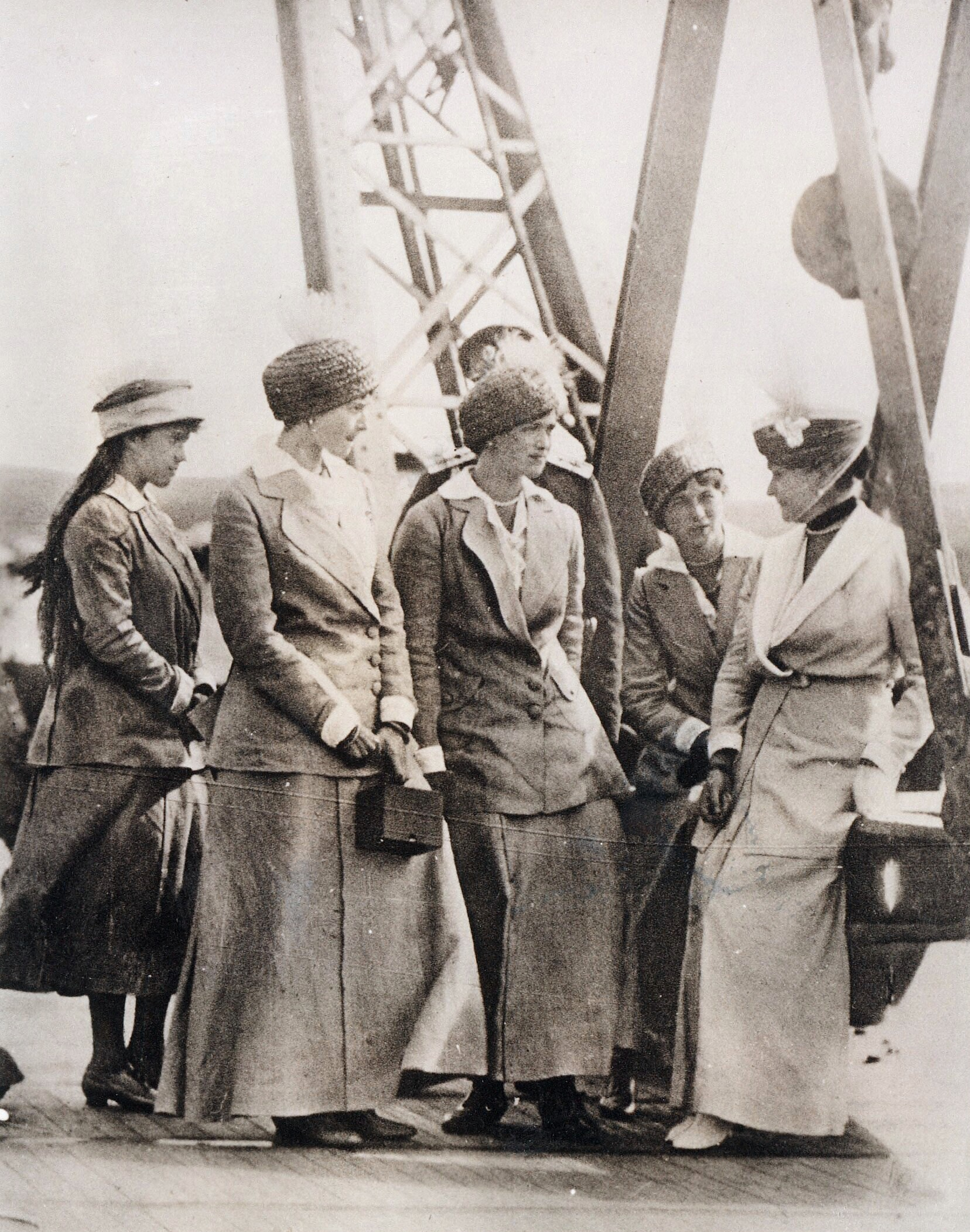
الدوقة أنستاسيا، وتاتيانا، وماريا، وأولغا مع صوفيا بوكسوفيدين و ضباط مجهولين في زيارة رسمية عام 1915

مرت أولغا بأول حادثة عنف في الخامسة عشر عندما شهدت اغتيال الوزير بيوتر ستوليبن أثناء حفلة موسيقية بدار الأوبرا في كييف، فقد كتب القيصر نيكولاس الثاني لأمه الأرملة الإمبراطورة ماريا في العاشر من سبتمبر 1911 «تتبعاني كلاً من أولغا وتاتيانا إلى المقصورة وشاهدا كل شئ» مما كان له أثر عظيم عليهما حيث كان نومهما سيئاً، وخاصة على تاتيانا التي ظلت تبكي كثيراً،
وبعد مرور ثلات سنوات، رأت أولغا مصابين بجروح ناجمة عن طلق ناري وهي تلتئم وذلك عندما كانت تتدرب لتصبح ممرضة بالصليب الأحمر، حيث كانت هي وأختها تاتيانا ووالدتها يعالجن الجنود المصابيين في المشفي الذي يقع بمدينة تسارسكوي سيلو.

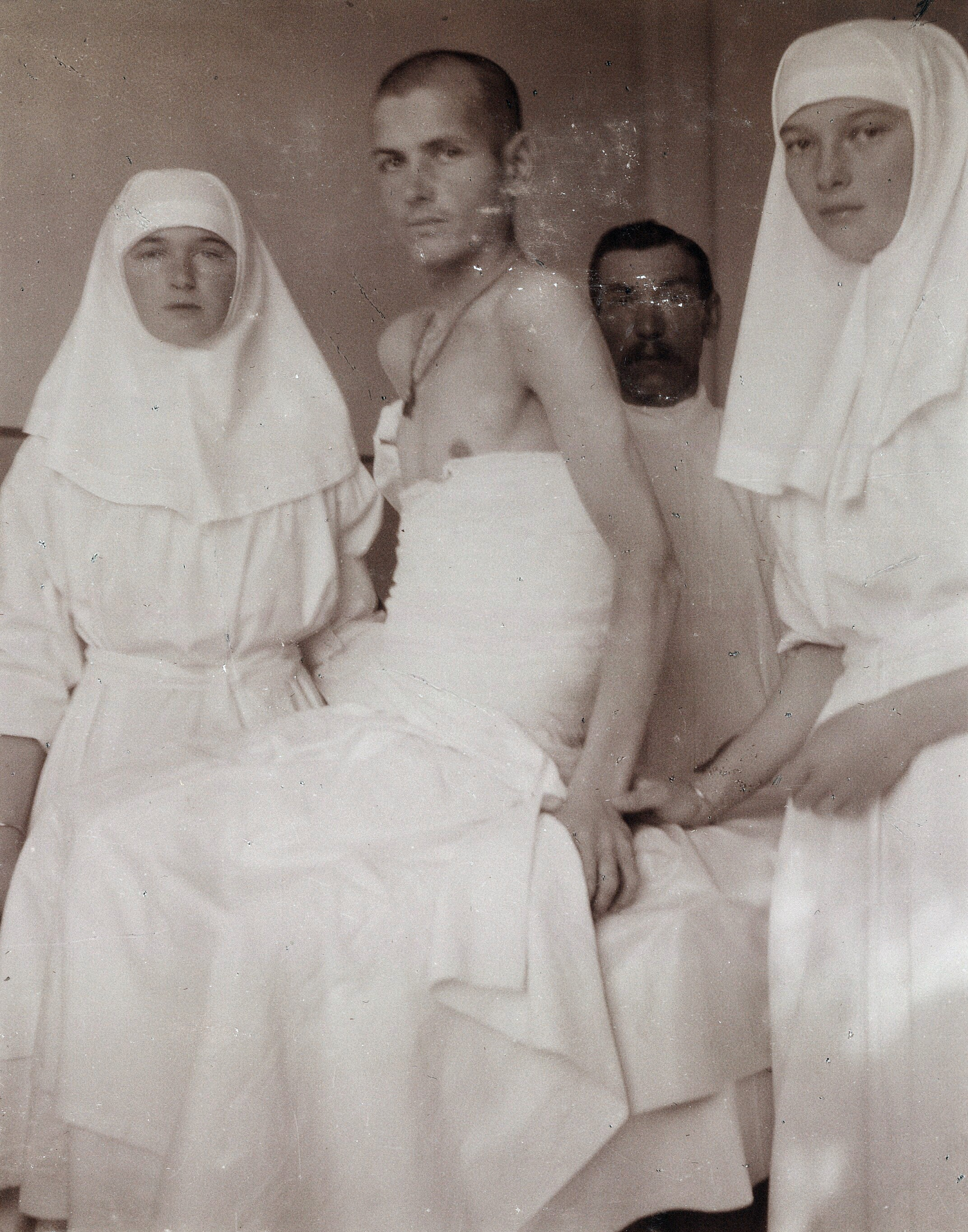
الدوقة أولغا على اليسار، وتاتيانا على اليمين وهن يعالجن مريضة عام 1915

احتقرت أولغا زوج الأميرة إرينا ابن عمها فيليكس يوسيبوف الذي قتل راسبوتين في ديسمبر 1916، حيث استغل القانون الذي يسمح لمن كان وحيد والديه ألا يتقدم للخدمة العسكرية، فقد كان يرتدي الزي المدني في الوقت الذي حارب فيه العديد من رجال عائلة رومانوف وأصيب العديد من الجنود الذين كانت ترعاهم أولغا، فكتبت لوالدها في الخامس من مارس 1915 بعد زيارتها ليسوبوفس " إن فيلكس رجل مدني تماماً، حيث كان يرتدي ثياب بنية ويمشي بالغرفة ذهاباً وإياباً بحثاً عن المجلات بخزانة الكتب، وهو ما ترك انطباعاً سيئاً في نفسي " أن أرى رجلاً يتكاسل في مثل هذا الوقت "،
وكانت أولغا وطنية جداً ففي يوليو 1915 عندما كانت تتحدث مع زميلتها الممرضات عن زواج أحد معارفها قالت إنني أفهم جيداً لما أَخفيت جدة العريس الألمانية «بالطبع كان يجب عليه أن يخفيها»، ثم انفَعلَت قائلة «إنني أتفهمه تماماً فربما تكون ألمانية متعطشة للدماء»، وقالت إحدى زميلاتها من الممرضات تدعي فالينتينا لفانوفنا أن تعليقات أولغا غير العاقلة جرحت والدتها التي ولدت في ألمانيا.
إن التمريض أثناء الحرب أتاح لأولغا وأختها تاتيانا الخوض في تجارب لم يتعرضن لمثلها من قبل، حيث استمتعا بالحديث مع زملائهن الممرضات بالمشفى، فلولا الحرب لم يكن لديهما فرصة التعرف على سيدات مثلهن، ومعرفة أسماء أبنائهن، وقصص عائلتهن،
وفي أحد المرات لم تستطع الوصيفة التي كانت عادةً ما تصطحب الفتاتان من المشفي أن تأتي لأخذهما وأرسلت العربة بدون مرافق، فقررت الفتاتان الذهاب للتسوق عندما يأتي وقت الراحة، وبالفعل طلبتا من سائق العربة التوقف عند منطقة التسوق وذهبتا إلى محل ولم يعرفهما أحد بسبب ارتدائهما زي التمريض، إلا أنهما لم يعرفا كيف يشتريان شيئا حيث لم يسبق لهما استعمال المال من قبل، وفي اليوم التالي سألتا تشيبوتاريفا كيفية شراء الأشياء، ولكن كان هناك روايات أخرى بأن الفتاتين كانتا تتقاضيان مرتب شهري بقيمة تسعة دولارات وتشتريان المتطلبات مثل العطور والدفاتر، بالإضافة إلى ذهابهما للتسوق مع عمتهما أولغا الكسندروفنا، وأن أولغا قد ذهبت للمحلات أثناء رحلة لألمانيا بصحبةً أختها تاتيانا.
كانت أولغا تقلق وتأسف على الجنود المصابين الذين تعالجهم، ولكن الضغوط التي تعرضت لها بسبب رعاية الجرحى والأموات انتهت بها إلى فقدان أعصابها، فقد روت أختها ماريا بخطاب أن أولغا قد كسرت ثلاث ألواح زجاجية لنافذة بمظلتها في لحظة غضب وذلك في الخامس من سبتمبر 1915، ووفقاً لمذكرات فالينتينا تشيبوتاريفنا أنه في وقت آخر حطمت أغراض بغرفة الإيداع عندما شعرت بالضيق، وفي التاسع عشر من أكتوبر 1915 عينت بعد ذلك للعمل بمكتب المشفى لأنها لم تعد قادرة على تحمل رؤية الدم بحجرة العمليات، وكانت تأخد حقن الزرنيخ في أكتوبر 1915 في الوقت الذي كانت تعتبر فية علاج للاكتئاب والاضطرابات العصبية، وقالت بارونيس صوفي بوكويفيدين إحدى وصيفات الملكة، أن أولغا تركت العمل كممرضة لتشرف على أقسام المشفى لأنها أرهقت نفسها فأصبحت عصبية وأصيبت بفقر الدم،
ووفقاً لروايات بعض رجال الحاشية الملكية، كانت أولغا على علم بالحالة الاقتصادية والسياسية أثناء الحرب والثورة، ومدى كره الروس لوالديها، وقال غليب بوتكين نجل طبيب العائلة يفغيني بوتكين «أولغا بطبيعتها كثيرة التفكير، حيث بدى فيما بعد أنها تفهم الموقف العام أفضل من أفراد عائلتها بما فيهم والديها، وكنت أشعر أن لديها تصوراً بما يحمله المستقبل لعائلتها، ولذلك كانت غالباً حزينة وقلقة».

## أسرها وموتها
أثناء الثورة الروسية عام 1917 احتجزت العائلة أولاً في بيتهم بتسارسكوي سيلو، ثم بعد ذلك في مسكن خاص بتوبولسك وييكاترينبورغ بسيبريا وكتبت أولغا خطاباً لصديقها الذي من توبولكس «عزيزي، يجب أن تعرف كم أن هذا شنيعاً».

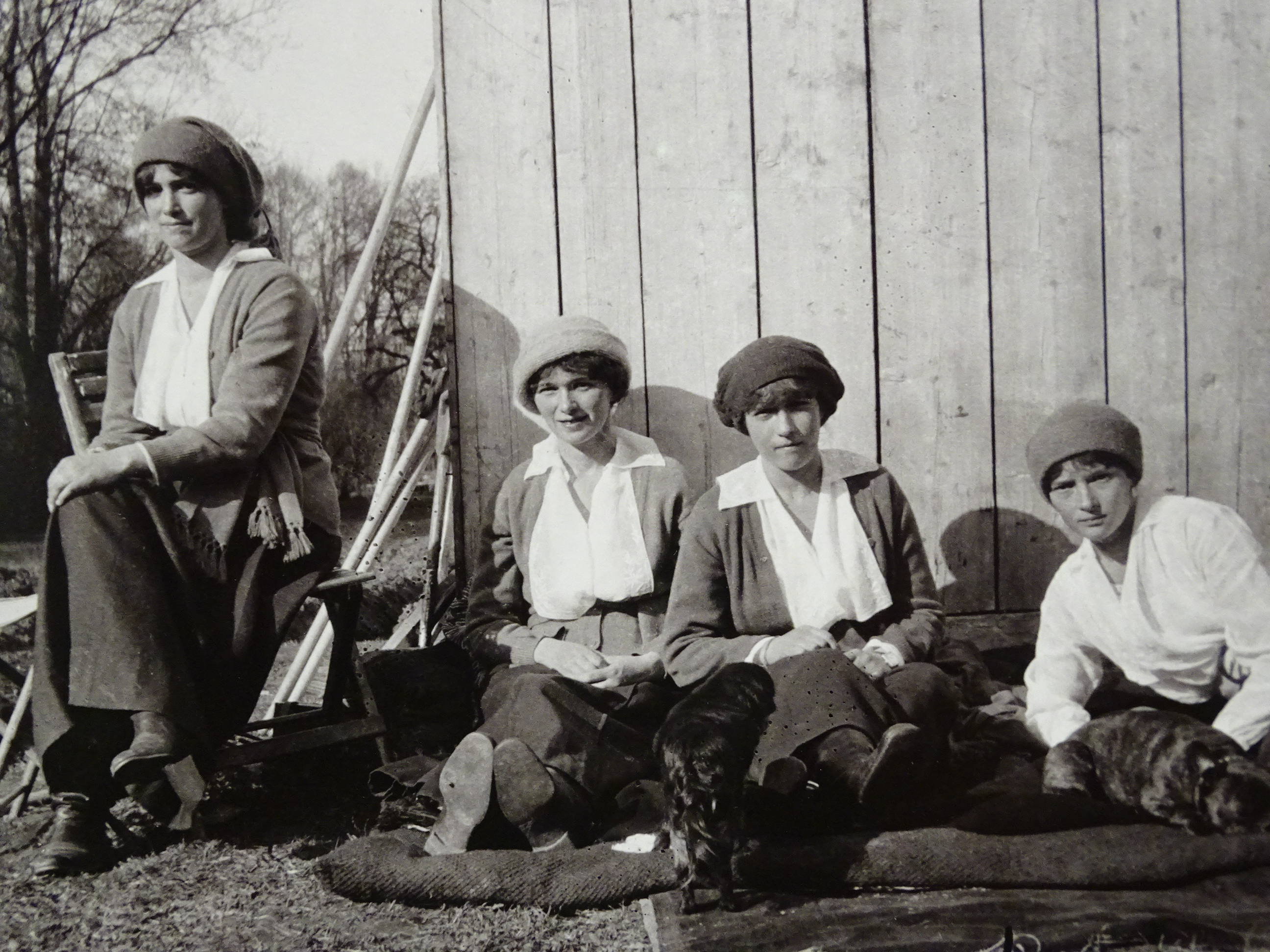
الدوقات من اليسار إلى اليمين ماريا وأولغا، وأنستاسيا وتاتيانا بمدينة تسارسكوي سيلو أثناء الأسر في ربيع 1917

وفي الشهور الأولى من عام 1917 أصيب الأطفال بالحصبة، وعلاوة على ذلك أصيبت أولغا بالتهاب الجنبة، ولكنها حاولت أن تهدئ نفسها من خلال إيمانها وقربها من عائلاتها «فلوالدتها الحبيبة» التي كانت على علاقة سيئة معها في بعض الأوقات كتبت قصيدة لها في أبريل 1917 عندما كانت العائلة ما تزال محتجزة بتسارسكوي سيلو «أنت تفيضين بالأسى تجاه معاناة الآخرين، لم تغضي الطرف عن معاناة أحد يوماً، أنت دائماً قاسية القلب وعديمة الشفقة على نفسك، ولكن لو نظرتي إلى حزنك من بعيد بنفسٍٍ محبة ولو مرة واحدة فقط كم ستأسفين على نفسك وكم ستبكين بحرقة»، وكتبت أولغا خطابًا آخر في مدينة توبولسك «طلب مني والدي أن اتذكر دائماً أن الشر في هذا العالم الذي يزداد قوة مع الوقت لن يغلبه الشر أبداً، بل الحب فقط»، وجاء في قصيدة أخرى كتبتها بمذكراتها حيث دعت فيها أن يرزقها الله التحلي بالصبر والقدرة على العفو عن الأعداء
«يا ربى امنحنا الصبر في هذه السنة المملوءة بالأيام العاصفة والكئيبة لتحمل هذا الاضطهاد الشعبي وتعذيب جلادينا، يا إله العدل أعطنا القوة لنعفو عن شر أعدائنا، ونحمل بتواضع وذلة الصليب الثقيل الدامي في هذه الأيام التي يسرقنا فيها أعدائنا وأن نتحمل العار والخزي، فليساعدنا المسيح منقذنا، يا حامي العالم وإله الكون امنحنا البركة، وأرح أرواحنا المتواضعة في هذا العالم المريع الذي لا يطاق، ونحن على أعتاب الموت أعطنا القوة لندعو بصفاء لأعدائنا»، وجد وقد وجد في ممتلكات أولغا قصة النسر الصغير لإدموند روستان ابن نابيون بونابارت الذي ظل وفياً لوالده المعزول حتى آخر حياته، مما يعكس تصميمها على بقائها مخلصة لوالدها الذي عشقته، وقد ورد أن والدها أعطاها مسدس صغير أخفته في حذائها عندما كانت في الأسر بمدينة تسارسكوي سيلو ووتويوسك، وتوسل إليها الحارس الذي تعاطف معهم العقيد يوجين كوبيلنسكي لتسليمه ورحلت بدون سلاح.
فرق البلاشفة الأسرة لمدة وجيزة في أبريل 1918 حيث قاموا بنقل كلاً من نيكولاس وأليكسندر وماريا إلى يكاترينبورغ، بينما ظل أليكسي والثلاث فتيات الصغار لأن أليكسي كان يعاني من الهيموفيليا، وفضلت الإمبراطورة أن تكون بصحبة بنتها ماريا لأن معنويات أولغا كانت منخفضة، وكانت أختها الرزينة تاتيانا تعتني بأليكسي، ثم غادر الأطفال والخدم من مدينة توبولسك إلى ييكاترينبورغ علي متن سفينة في مايو 1918، وعلي متن السقينة، فزعت أولغا عندما رأت أحد الحراس ينزلق من السلم وأصيب قدمه، فذهبت إليه وقالت له أنها كانت ممرضة أثناء الحرب وعرضت عليه فحص قدمه ولكنه رفض، وكانت أولغا قلقة علي الحارس الذي نعتته «بزميلها المسكين»، وقد أخفت أولغا وأخواتها المجوهرات من البلاشفة بخياطتها في ملابسهم، وذلك بعد أن كتبت لها والدتها لتحذرها حيث أنها عندما وصلت هي ونيكولاس وماريا تم تفتيشهم بعدوانية ومصادرة ممتلكاتهم.
روى بيير غيليارد المشهد الأخير لأطفال الإمبراطور في ييكاترينبورغ:
«مر ناغورني البحار الذي اعتنى بأليكسي أمام نافذتي حاملاً الولد الصغير بين ذراعيه، ومن خلفه الدوقات حاملات الحقائب والممتلكات الشخصية، وقد حاولت أن أخرج ولكن دفعني حارس بقوة للخلف إلى الحافلة، ثم عدت إلى النافذة وحينها رأيت تاتيانا تحمل كلبها الصغير وتحاول سحب حقيبة بنية ثقيلة، إنها كانت تمطر حيث رأيت أقدامها تغوص في الوحل في كل خطوة لها، وحاول ناغورني مساعدتها ولكن أحد المفوضون دفعه إلى الوراء بعنف».
في بيت إيباتيف طلب من أولغا وأخواتها غسل ملابسهن، بالإضافة إلى تعلمهن كيفية صناعة الخبز، وكن يتبادلن الأدوار لصحبة أليكسندرا، علاوة على تسلية أليكسي الذي كان ما زال طريح الفراش يعاني من إصابته الأخيرة، وقد شعرت أولغا بالأسى العميق حيث فقدت الكثير من وزنها أثناء الشهور الأخيرة، وذكر أحد الحراس يدعى اليكسندر ستريكوتين في مذكراته «كانت هزيلة، وشاحبة، ويبدوا عليها المرض الشديد كانت تتنزه قليلاً في الحديقة، وتقضي معظم وقتها مع أخيها»، وذكر حارس آخر أنها كانت قليلاً ما تسير بالخارج وتقف هناك تحدق بحزن في الأفق حيث كان من السهل قراءة مشاعرها، وقال ستريكوتين أنه فيما بعد غضبت أولغا من أختها الصغيرة ماريا بسبب توددها للحراس، وفي أواخر يونية تم تعيين قيادة جديدة ومنعت الأسرة من الاختلاط بالحراس وأصبحت أحوال احتجازهن صارمة للغاية.

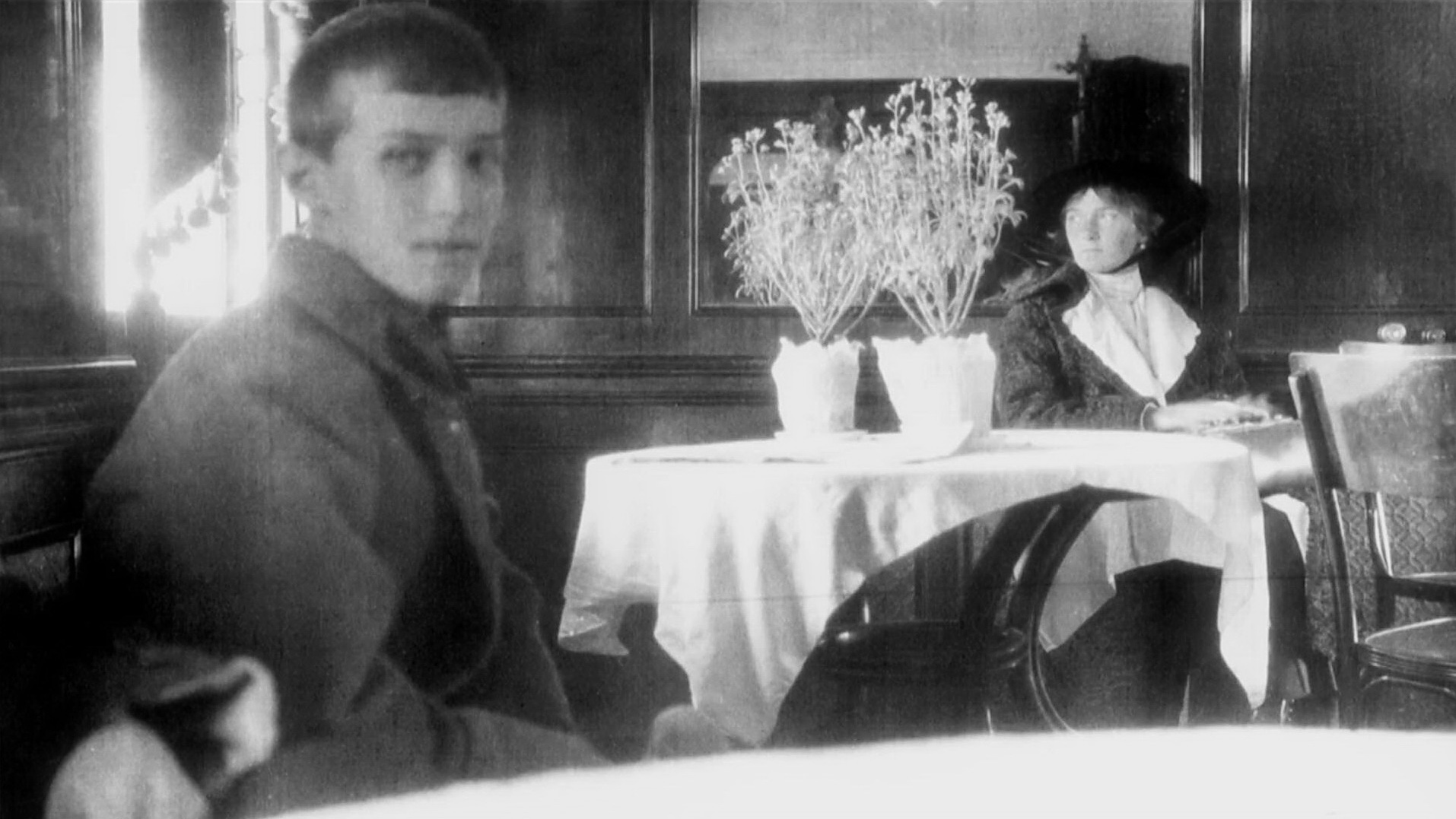
تساريفتش أليكسي على اليسار والدوقة أولغا على متن سفينة روس في مايو 1918 التي أبحرت بهم إلى مدينة ييكاترينبورغ التي قتلوا فيها. وهذه هي أخر صورة معروف لأولغا مع أليكسي

في الرابع عشر من يوليو 1918 ذكر قساوسة ييكاترينويرغ أنه أثناء الصلاة بالكنيسة من أجل الموتى خالفت أولغا وعائلتها العرف لأول مرة حيث جثوا علي ركبهم أثناء الصلاة، وفي اليوم التالي الموافق الخامس عشر من يوليو ارتفعت معنويات أولغا وشقيقتها فأخذن يمازحن بعضهن البعض، وقمن بتحريك الفراش بغرفهن لتستطع الخادمات تنظيف الأرض، بالإضافة إلى جلوسهن علي أيديهن وأقدامهن لمساعدة الخادمات، وكن يهمسن لبعضهن عندما لا ينظر الحراس إليهن، وكانت الفتيات الأربعة يرتدين تنورات طويلة سوداء وبلوزات من الحرير وهى الملابس التي كن يرتدينها في اليوم السابق، وكان شعرهن القصير أشعث وغير مرتب، وأخبرت الفتيات الخادمات أنهن استمتعن بالمجهود البدني وأنهن بتمنين المزيد من العمل بمنزل ايبيتيف، وظهر علي أولغا المرض، وفي أحد الممرات عندما كانت تتناول العائلة العشاء في هذه الليلة قال رئيس الكتيبة ياكوف يوروفسكي أن ليوند سدنيف، الولد الذي يعمل بالمطبخ ويلعب مع أليكسي البالغ من العمر أربعة عشر عاماً، يجب أن يجمع أغراضة ليذهب إلى أحد أفراد عائلتة، وبالفعل أَرسل الولد إلى فندق بالجهة الأخرى من الشارع، لأن الحراس لم يريدوا قتله مع باقي عائلة رومانوف، انزعجت العائلة الغير مدركة لخطه قتلها لغياب سدنيف، وفي هذا المساء ذهبا كلاً من الطبيب يوجين بوتكين وتاتيانا إلى مكتب يوروفسكي، وكانت هذه المرة الأخيرة، ليطلبان عودة سيدنيف لأنه كان يسلي أليكسي أثناء الساعات الطويلة في فترة الأسر، فأخبرهم أن الولد سيرجع قريباً وذلك لتهدأتهم، ولكن لم تقتنع العائلة بكلامه.
وفي وقت متأخر من تلك الليلة التي توافق السادس عشر من يوليو، تم إيقاظ العائلة وأمروا بالنزول إلى الطابق الأسفل من المنزل لأنه يوجد بعض الشغب في المدينة ويجب نقلهم حفاظاً على سلامتهم، فخرج أفراد العائلة من غرفهم حاملين الوسائد والحقائب وبعض الأغراض حرصاً على راحة ألكسندرا وأليكسي، ثم توقفت العائلة وقاموا برسم الصليب عندما رأوا دميات على شكل دب واقفة على الأرض فربما تكون علامة لاحترام الموتي، وقال نيكولاس للحراس «حسناً سنخرج من هذا المكان»، وقد طرحوا أسئلة عن الحراس ولكن لم يظنوا أنهم سيقتلون، ثم أمرهم يوروفسكي، الذي كان مصور محترف، بأخذ وضعيات مختلفة للتصوير، فجلست ألكسندرا التي كانت تشتكي من قلة المقاعد لها ولابنها على يسار ابنها ووقف القيصر خلف أليكسي أما الطبيب بوتكين وقف على يمين القيصر ووقفت أولغا وأخواتها خلف ألكسندرا بجانب الخدم، وتركت العائلة ما يقرب من نصف ساعة بينما كان يتم تجهيز الإعدادات، وفي ذلك الوقت تحدث أفراد العائلة قليلاً وكانت ألكسندرا تهمس للفتيات بالإنجليزية مخالفة قوانين الحراس بأنهم يجب أن يتحدثوا بالروسية، ثم جاء يوروفسكي وأمرهم بالوقوف وقراءة حكم الإعدام، وحاولت أولغا ووالدتها رسم الصليب، أما باقي العائلة تلفظو بأصوات متقطعة تعبيراً عن صدمتهم واحتجاجاً علي القرار، وكان ذلك قبل اطلاق النار عليهم وقتلهم جميعا تحت قيادة يوروفسكي في الساعات الأولى من صباح السابع عشر من يوليو 1918، وقد أودت الطلقات الأولى بحياة الإمبراطور وزوجته وخادمتين، وأصابت الدوقة ماريا والطبيب بوتكين وخادمة الإمبراطورة، ثم اضطر القتلة إلى مغادرة الغرفة بسبب تصاعد الدخان الكثيف السام المنبثق من أسلحتهم ومن سقوط الجدران، وبعد دقائق معدودة هدأ الحال وعاد القتلة وكان الطبيب بوتكن قد توفى، وقد حاول مراراً مسلحاً يدعي إيرماكوف قتل أليكسي ولكنه فشل بسبب المجوهرات التي خيطت بملابسه ثم حاول طعنه بحربة ولكنه فشل مجدداً وأخيراً أطلق يوروفسكي رصاصتين على رأسه أودت بحياته، وبعد ذلك اقتربا من أولغا وتاتيانا اللاتين كانتا واقفتان علي الحائط الخلفي للغرفة ممسكتان ببعضهما البعض ويصيحان على والدتهما ثم جاء ايرماكوف وطعنهما بحربة يبلغ طولها 8 بوصة ولكنه واجه صعوبة اختراق جذعهما بسبب المجوهرات التي خيطت بملابسهما، وحاولت الفتاتان الوقوف ولكن قتلت تاتيانا علي الفور عندما أطلق يوروفيسكي الرصاص على رأسها من الخلف، بعد لحظة ماتت أولغا عندما أطلق ايرماكوف الرصاص على فكها.
وبعد الاغتيال ادعى كثير من الناس أنهم أفراد ناجين من عائلة رومانوف، حيث ادعت امرأة تدعى مارجريت بودتس أنها الدوقة أولغا وقيل أن بودتس التي كانت تعيش في فيلا واقعة على بحيرة كومو بإيطاليا كانت مدعومة من القيصر السابق فيلهلم الثاني، والبابا. وقد صدق سيغيسموند أمير بروسيا ابن الملكة ايرينا أخت الإمبراطورة أليكسندرا، بالإضافة إلى دعمه ادعاء أناستاسيا بأنها آنا أندرسون، ولكن والدته ايرينا لم تصدق أي من هاتين السيدتين وهو ما توافق عليه معظم المؤرخين حيث كذبوا ادعائهما وصدقوا أن أولغا ماتت مع عائلتها، وفي نفس الصدد ادعى رجل يدعى مايكل جولينيوسكي بأنه أليكسي وأن أختاه هما أولغا وتاتيانا أما باقي العائلة فقد هرب.

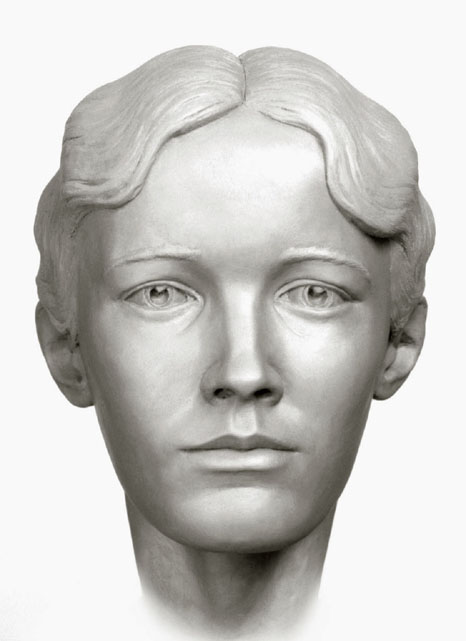
قام س.أ نيكيتن بإعادة تشكيل وجه الدوقة أولغا 1994

تطابقت رفات تم العثور عليها في غابات خارج ييكاترينبورغ 1991 مع جثامين لعائلة رومانوف وخدمهم من خلال فحص الحمض النووي ولكن كان هناك جثمانان مفقودين يعتقد أنهما لأليكسي وإحدى أخواته إما ماريا أو اناستاسيا، وفي الثالث والعشرين من أغسطس عام 2007 وجد عالم آثار روسي أجزاء هيكلين محترقين قرب ييكاترينبورغ واتضح أنه يطابق المكان الذي وصفه يوروفسكي بمذكراته، وقال عالم الآثار أن هذه العظام تنتمي لولد كان تقريبا يبلغ من العمر عند وفاته ما بين العشر إلى ثلاث عشرة سنة وإلى فتاة كانت تبلغ من العمر تقريباً ما بين الثامنة عشر إلى ثلاثة وعشرين عاماً، وبالفعل كانت إناستاسيا تبلغ من العمر عند اغتيالها سبعة عشر عاماً وشهراً، بينما بلغت ماريا تسعة عشر عاماً وشهراً، وكان أليكسي سيبلغ الرابعة عشر عاماً من عمره بعد أسبوعين، وبلغت أولغا اثنين وعشرين عاماً، أما تاتيانا كانت في الحادي والعشرين من عمرها عندما اغتيلت، وقد وجد علماء الآثار بجانب رفات الجثمانين قطع من حاويات مملوءة بحمض كبريتي ومسامير وأشرطة معدنية وبقايا لصندوق خشبي ورصاصات من أعيرة مختلفة، وقد تم العثور على هذه العظام بواسطة أجهزة تستخدم لكشف المعادن.
أعلن علماء روسيون بالطب الشرعي في الثاني والعشرين من يناير عام 2008 أن الفحوصات الأولية أظهرت درجة عالية من احتمالية انتماء هذه البقايا إلى أليكسي وإحدى أخواته، حيث أشار نيكولاي نيفولين خبير بالطب الشرعي ورئيس منطقة ييكاترينبورغ أن هذه النتائج ستقارن بالنتائج التي وجدها الخبراء الأجانب، بالفعل أعلن علماء روسيون بالطب الشرعي في الثلاثين من أبريل عام 2008 أن فحوصات الحمض النووي أثبتت أن تلك الرفات ترجع إلى أليكسي وإحدى أخواته،
وقد نشر مايكل كوبل طبيب بمعامل الحمض النووي التابع للقوات المسلحة الأميريكية النتائج النهائية لآخر الفحوصات التي تم إجراؤها على بقايا الأجسام التي عثر عليها عام 2007 وذلك بعد مراجعتها من قبل متخصصين آخرين ومع مقارنتها ببقايا 1991 تم إثبات موت العائلة كلها عام 1918، وهذا كان ما قد توصل له علماء روسي ونمساويون. مثبتين بذلك وجود جميع رفات أفراد عائلة القيصر.

## قدسيتها
أعلنت الكنيسة الروسية الأرثوذكسية تقديسها لأولغا وعائلتها بصفتهم حاملي العاطفة وذلك في عام 2000، أما في عام 1981 منحتهم الكنيسة الروسية الأرثوذكسية خارج روسيا لقب الشهداء، ثم أخيراً دفنت جثامين القيصر نيكولاس الثاني وزوجته ألكسندرا وثلاثة من بناتهم في كاتدرائية بيتر وبول بمدينة سانت بيترسبورغ في السابع عشر من يوليو 1998 بعد مرور ثمانين سنة على مقتلهم.